# Jaujac

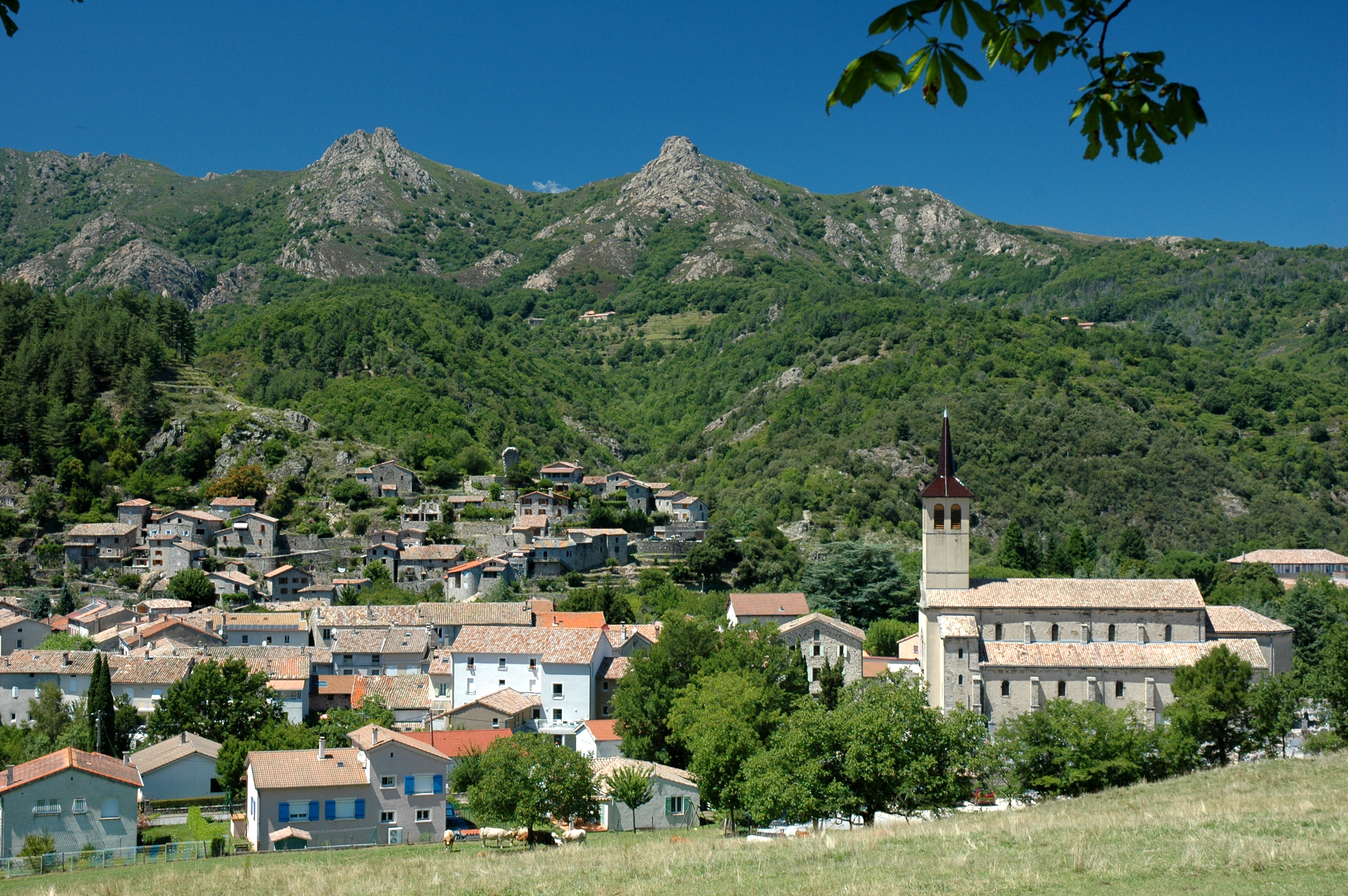
Jaujac

Jaujac es una comuna francesa situada en el departamento de Ardèche, en la región de Auvernia-Ródano-Alpes. Tiene una población estimada, en 2018, de 1253 habitantes.

## Demografía
| 1047 | 1093 | 1077 | 1085 | 1020 | 1065 | 1253 |
| Para los censos de 1962 a 1999 la población legal corresponde a la población sin duplicidades (Fuente: INSEE [Consultar]) |      |      |      |      |      |      |